# Discinaceae
Famille
Les Discinaceae ou Discinacées sont une famille de champignons ascomycètes dont les plus connus sont les Gyromitres. Créée en 1961 par Benedix elle est modifiée par  une étude moléculaire de son acide ribonucléique ribosomique par le mycologue Kerry O'Donnell en 1997. 

## Situation actuelle
En 2008, la famille comporte cinq genres et 58 espèces.

## Genres et espèces

### GenreDiscina
- Discina ancilis
- Discina melaleuca

### GenreGymnohydnotrya
- Gymnohydnotrya australiana (B.C. Zhang & Minter 1989)[3],[réf. incomplète]
- Gymnohydnotrya echinulata ((G.W. Beaton) B.C. Zhang & Minter 1989),[4][réf. incomplète]
- Gymnohydnotrya ellipsospora((J.W. Cribb) B.C. Zhang & Minter 1989),[4][réf. incomplète]

### GenreGyromitra
- Gyromitra ambigua
- Gyromitra bubakii
- Gyromitra esculenta
- Gyromitra gigas
- Gyromitra infula
- Gyromitra leucoxantha
- Gyromitra tasmanica

### GenreHydnotrya
- Hydnotrya cerebriformis
- Hydnotrya confusa
- Hydnotrya cubispora
- Hydnotrya michaelis
- Hydnotrya tulasnei

### GenrePseudorhizina
- Pseudorhizina californica
- Pseudorhizina korshinskii

## Liste des genres et espèces
Selon NCBI (24 janvier 2023) :
- genre Discina
  - Discina accumbens
  - Discina macrospora
  - Discina microspora
  - Discina repanda

Selon NCBI (29 févr. 2012) :
- genre Gyromitra
  - Gyromitra californica
  - Gyromitra esculenta
  - Gyromitra gigas
  - Gyromitra infula
  - Gyromitra melaleucoides
  - Gyromitra montana
  - Gyromitra sphaerospora
- genre Hydnotrya
  - Hydnotrya bailii
  - Hydnotrya cerebriformis
  - Hydnotrya cubispora
  - Hydnotrya inordinata
  - Hydnotrya michaelis
  - Hydnotrya tulasnei
  - Hydnotrya variiformis